# Suzanne (film, 2007)
Pour les articles homonymes, voir Suzanne (film).
Pour plus de détails, voir Fiche technique et Distribution.
Suzanne est un film français réalisé par Viviane Candas, sorti en 2006.

## Synopsis
Après la mort de sa femme musicienne (Édith Scob), Franck (Patrick Bauchau), septuagénaire, se sent perdu. Son ami Max (Jean-Pierre Kalfon), coureur de jupons, et sa fille Sabine (Claude Perron) l’accueillent successivement chez eux, mais c’est sa rencontre avec Suzanne (Christine Citti) qui va lui redonner goût à la vie. Elle n’est pas de son monde, ni de son âge, mais sera pourtant son dernier amour…

## Fiche technique
- Titre : Suzanne
- Réalisation : Viviane Candas
- Scénario : Viviane Candas
- Photographie : Jacques Loiseleux
- Son : Jean-Luc Bardyn
- Décors : Max Berto
- Costumes : Michelle Humbert
- Musique : Daniel Teruggi
- Montage : Claudine Dumoulin
- Production : Gémini Films - CinéCinéma - CNC
- Directeur de production : Alexandre Meliava
- Pays d'origine :  France
- Genre : comédie
- Durée : 92 minutes
- Dates de sortie :
  - Suisse : 10 août 2006 (Locarno Festival)
  - France : 7 mars 2007

## Distribution
- Patrick Bauchau : Frank
- Christine Citti : Suzanne
- Jean-Pierre Kalfon : Max
- Édith Scob : Madeleine
- Elizabeth Macocco : Christiane
- Jalil Naciri : Mourad
- Claude Perron : Sabine
- Guesch Patti : Ingrid